# Dudu Aouate
David Aouate (en hébreu : דוד אוואט), dit Dudu Aouate (en hébreu : דוד דודו), est un footballeur international israélien, né le 17 octobre 1977 à Nazareth Illit en Israël. Il évoluait au poste de gardien de but.

## Sélections
- Israël espoirs : 12 sélections
- Israël : 78 sélections

## Palmarès

### Club
- Hapoël Haïfa
  - 1998-1999 : Champion d'Israël
  - 2000-2001 : Vainqueur de la Toto Cup
- Maccabi Haifa
  - 2001-2002 : Champion d'Israël
  - 2001-2002 : Vainqueur de la Toto Cup